# Comunidad nativa Shintuya
Shintuya es una comunidad nativa del pueblo Harakbut, ubicada en el distrito de Manu, provincia del Manu, departamento de Madre de Dios.Esta comunidad cuenta con resolución de reconocimiento R. 141-AE-ORAMS-VII-74 y resolución de titulación R.M. 02497-78-AA/DGRA-AR.

## Extensión, población y lengua
La comunidad cuenta con una extensión de 67.6 km cuadrados  y una población de 574 habitantes. Esta comunidad es de la lengua Harakbut.

## Educación y salud
Esta comunidad cuenta con tres instituciones educativas de los niveles inicial, primaria y secundaria, siendo los dos niveles de educación intercultural bilingüe, además esta comunidad cuenta con un puesto de salud

## Problemática ambiental
En la actualidad, en esta comunidad hay un debate acerca de las consecuencias de la construcción de una carretera que viene promoviendo el gobierno como estrategia para romper el aislamiento de las comunidades. Algunos comuneros piensan que los beneficiarios pueden ser otros actores, ellos necesitan salud, educación de manera prioritaria.